# Dante Carniel
Dante Carniel (Trieste, 13 settembre 1887 – Trieste, 2 maggio 1959) è stato uno schermidore italiano, specializzato nel fioretto. Ha vinto una medaglia d'oro al Campionato internazionale di scherma del 1929.

## Palmarès
In carriera ha ottenuto i seguenti risultati:

### Mondiali
Individuale
A squadre
- Oro nel fioretto a Filadelfia 1958

### Campionati italiani
Individuale
- Oro nel fioretto nel 1926

A squadre